# Walid Cheddira
Walid Cheddira (in arabo وليد شديرة‎?; Loreto, 22 gennaio 1998) è un calciatore italiano con cittadinanza marocchina, attaccante del Napoli.

## Biografia
È nato a Loreto da genitori originari di Béni Mellal, in Marocco. Anche il padre Aziz è stato un calciatore, avendo giocato per diverso tempo nelle leghe minori marocchine. Durante la sua militanza nel capoluogo pugliese è stato soprannominato "Ualino" o "Walino", diminutivo del nome Pasquale in dialetto barese.

## Caratteristiche tecniche
È un attaccante versatile, in grado di giocare sia come punta centrale, sia come ala su entrambi i lati. Forte fisicamente, ha dimostrato di avere anche notevoli doti atletiche, utili soprattutto nella fase di pressing e negli inserimenti. Sa contribuire generosamente alle azioni offensive della propria squadra, anche come assist-man, e risulta piuttosto incisivo sotto porta, potendo concludere indifferentemente con tiri diretti o colpi di testa.

## Carriera

### Club

#### Gli inizi
Inizia a giocare a calcio nella squadra della sua città natale, militante in Eccellenza. Il 15 luglio 2017 viene acquistato dalla Sangiustese, esordendo con il club nella partita di Coppa Italia Serie D vinta per 3-0 contro il Castelfidardo; nell'occasione segna anche il suo primo gol per i calzaturieri.

#### Parma e vari prestiti
Il 10 luglio 2019 firma un contratto triennale con il Parma, ma il 22 luglio dello stesso anno viene ceduto in prestito breve all'Arezzo, in Serie C. Esordisce con gli amaranto il 25 agosto seguente, nella partita di campionato vinta per 3-1 contro il Lecco.
Il 31 gennaio 2020 Cheddira viene ceduto di nuovo in prestito, questa volta al Lecco. Esordisce con i blucelesti il successivo 9 febbraio, nella vittoria per 3-1 contro la Pergolettese. Tuttavia, con la formazione lombarda l'attaccante fa in tempo a disputare solo due partite, prima della sospensione anticipata del campionato a causa della pandemia di COVID-19.
Il 4 settembre 2020 viene ceduto in prestito annuale al Mantova. Debutta con i biancorossi il 27 settembre seguente, nella vittoria per 1-0 in casa della Fermana.

#### Bari
Il 18 luglio 2021 viene ceduto in prestito al Bari. Fa il suo debutto con i galletti il 21 agosto seguente, nella sconfitta casalinga per 1-0 contro la Fidelis Andria, in Coppa Italia Serie C. Segna la sua prima rete per i biancorossi il 5 settembre successivo, in campionato contro il Monterosi Tuscia. Conclude quindi la stagione con 37 presenze e 6 reti, contribuendo al ritorno in Serie B della società pugliese.
Il 30 giugno 2022 Cheddira viene ufficialmente riscattato per 380.000 euro dal Bari, firmando un contratto valido fino al 2025; nel contempo il Parma si riserva il 50% su una futura rivendita del calciatore. Il 7 agosto seguente realizza la sua prima tripletta in carriera, nei trentaduesimi di finale di Coppa Italia contro il Verona, squadra militante in Serie A. Lungo la prima parte dell'annata 2022-2023 l'attaccante attira l'attenzione generale grazie al suo notevole rendimento, segnando 14 reti in appena 15 partite fra Serie B e Coppa Italia, prima della sua partecipazione al Mondiale in Qatar. Tuttavia, il rientro dalla rassegna iridata coincide con un pesante calo di prestazioni, che lo porta a segnare solamente 3 gol da lì alla fine del campionato. Chiude comunque la stagione laureandosi capocannoniere della Coppa Italia con 5 reti e piazzandosi al terzo posto della classifica marcatori della Serie B con 17 gol.

#### Napoli e i prestiti al Frosinone e all'Espanyol
Il 20 agosto 2023 viene ufficialmente acquistato a titolo definitivo dal Napoli, in Serie A; contestualmente, viene girato in prestito al Frosinone, neopromosso in massima serie, fino al termine della stagione. Il 27 agosto seguente fa il suo esordio in Serie A e con la maglia dei ciociari, partendo da titolare nella gara interna vinta per 2-1 contro l'Atalanta. Il 17 settembre, invece, segna il suo primo gol in campionato, realizzando un rigore nella partita vinta per 4-2 contro il Sassuolo; nell'occasione stabilisce un record personale, avendo messo a referto almeno una rete in ciascuna delle prime cinque categorie del calcio italiano, dalla Serie A all'Eccellenza. Dopo un avvio di stagione difficile, connotato da un rendimento altalenante, le sue prestazioni migliorano notevolmente a partire da marzo, trovando in più occasioni la via del gol. Il 14 aprile 2024 segna la sua prima doppietta in Serie A, firmando entrambe le reti del pareggio esterno contro il Napoli (2-2), squadra detentrice del suo cartellino. Tuttavia, nonostante le 7 marcature da lui realizzate in campionato, a fine anno i ciociari retrocedono in Serie B.
Terminato il prestito fa ritorno al Napoli, con cui esordisce il 10 agosto seguente, nella sfida valida per i trentaduesimi di Coppa Italia contro il Modena, vinta ai rigori dagli azzurri nonostante il suo errore dal dischetto. Otto giorni dopo, invece, fa il suo debutto in Serie A col club campano, nella sconfitta per 3-0 in casa del Verona.
Il 27 dello stesso mese viene ceduto ancora una volta in prestito, questa volta all'Espanyol, in Liga spagnola.

### Nazionale
Cheddira, eleggibile sia per l'Italia (suo Paese natale), che per il Marocco (terra d'origine dei genitori), sceglie di rappresentare quest'ultimo a livello internazionale. Nel settembre del 2022 viene convocato per la prima volta dalla nazionale maggiore marocchina, in vista delle amichevoli contro Cile e Paraguay, fissate rispettivamente per il 23 e il 27 settembre. Esordisce quindi con i Leoni dell'Atlante durante la prima delle due partite, vinta per 2-0.
Nel novembre dello stesso anno viene incluso dal CT Walid Regragui nella lista dei 26 convocati per i Mondiali di calcio in Qatar. Debutta poi nella rassegna iridata il 6 dicembre, subentrando all'82' della sfida contro la Spagna, valida per gli ottavi di finale e vinta ai rigori proprio dal Marocco. Successivamente subentra anche nella partita dei quarti di finale contro il Portogallo, durante la quale viene espulso per doppia ammonizione nei minuti di recupero finali; ciononostante, il Marocco vince la gara per 1-0, diventando così la prima squadra africana a raggiungere le semifinali di un Mondiale. Pochi giorni dopo aver concluso il torneo al quarto posto, Cheddira e il resto della rosa marocchina vengono insigniti dell'Ordine del Trono durante un ricevimento al Palazzo Reale di Rabat.
Il 26 marzo 2023, durante la partita amichevole contro il Brasile, serve ad Abdelhamid Sabiri l'assist per il gol del 2-1 finale, che permette al Marocco di superare la formazione verdeoro per la prima volta nella propria storia.
Inizialmente inserito nella lista dei pre-convocati per la Coppa d'Africa 2023, il successivo 28 dicembre viene definitivamente escluso dalla lista dei convocati per la rassegna continentale.

## Statistiche

### Presenze e reti nei club
Statistiche aggiornate al 1º luglio 2025.
| Stagione           | Squadra            | Campionato         | Campionato | Campionato | Coppe nazionali | Coppe nazionali | Coppe nazionali | Coppe continentali | Coppe continentali | Coppe continentali | Altre coppe | Altre coppe | Altre coppe | Totale | Totale |
| Stagione           | Squadra            | Comp               | Pres       | Reti       | Comp            | Pres            | Reti            | Comp               | Pres               | Reti               | Comp        | Pres        | Reti        | Pres   | Reti   |
| ------------------ | ------------------ | ------------------ | ---------- | ---------- | --------------- | --------------- | --------------- | ------------------ | ------------------ | ------------------ | ----------- | ----------- | ----------- | ------ | ------ |
| 2015-2016          | Loreto             | Ecc.               | 29         | 2          | -               | -               | -               | -                  | -                  | -                  | -           | -           | -           | 29     | 2      |
| 2016-2017          | Loreto             | Ecc.               | 20         | 7          | -               | -               | -               | -                  | -                  | -                  | -           | -           | -           | 20     | 7      |
| Totale Loreto      | Totale Loreto      | Totale Loreto      | 49         | 9          |                 | -               | -               |                    | -                  | -                  |             | -           | -           | 49     | 9      |
| 2017-2018          | Sangiustese        | D                  | 34         | 10         | CI-D            | 2               | 1               | -                  | -                  | -                  | -           | -           | -           | 36     | 11     |
| 2018-2019          | Sangiustese        | D                  | 38+1       | 10+0       | CI-D            | 1               | 0               | -                  | -                  | -                  | -           | -           | -           | 40     | 10     |
| Totale Sangiustese | Totale Sangiustese | Totale Sangiustese | 73         | 20         |                 | 3               | 1               |                    | -                  | -                  |             | -           | -           | 76     | 21     |
| 2019-gen. 2020     | Arezzo             | C                  | 13         | 0          | CI+CI-C         | 2+1             | 0               | -                  | -                  | -                  | -           | -           | -           | 16     | 0      |
| gen.-ago. 2020     | Lecco              | C                  | 2          | 0          | CI-C            | -               | -               | -                  | -                  | -                  | -           | -           | -           | 2      | 0      |
| 2020-2021          | Mantova            | C                  | 38+1       | 9+0        | -               | -               | -               | -                  | -                  | -                  | -           | -           | -           | 39     | 9      |
| 2021-2022          | Bari               | C                  | 34         | 6          | CI-C            | 1               | 0               | -                  | -                  | -                  | SC-C        | 2           | 0           | 37     | 6      |
| 2022-2023          | Bari               | B                  | 31+4       | 17         | CI              | 3               | 5               | -                  | -                  | -                  | -           | -           | -           | 38     | 22     |
| Totale Bari        | Totale Bari        | Totale Bari        | 69         | 23         |                 | 4               | 5               |                    | -                  | -                  |             | 2           | 0           | 75     | 28     |
| 2023-2024          | Frosinone          | A                  | 35         | 7          | CI              | 3               | 1               |                    | -                  | -                  |             | -           | -           | 38     | 8      |
| ago. 2024          | Napoli             | A                  | 1          | 0          | CI              | 1               | 0               |                    | -                  | -                  |             | -           | -           | 2      | 0      |
| ago. 2024-2025     | Espanyol           | PD                 | 22         | 1          | CR              | 1               | 0               |                    | -                  | -                  |             | -           | -           | 23     | 1      |
| 2025-2026          | Napoli             | A                  | -          | -          | CI              | -               | -               | UCL                | -                  | -                  | SI          | -           | -           | -      | -      |
| Totale carriera    | Totale carriera    | Totale carriera    | 303        | 69         |                 | 15              | 7               |                    | -                  | -                  |             | 2           | 0           | 320    | 76     |

### Cronologia presenze e reti in nazionale
| Cronologia completa delle presenze e delle reti in nazionale ― Marocco | Cronologia completa delle presenze e delle reti in nazionale ― Marocco | Cronologia completa delle presenze e delle reti in nazionale ― Marocco | Cronologia completa delle presenze e delle reti in nazionale ― Marocco | Cronologia completa delle presenze e delle reti in nazionale ― Marocco | Cronologia completa delle presenze e delle reti in nazionale ― Marocco | Cronologia completa delle presenze e delle reti in nazionale ― Marocco | Cronologia completa delle presenze e delle reti in nazionale ― Marocco |
| Data                                                                   | Città                                                                  | In casa                                                                | Risultato                                                              | Ospiti                                                                 | Competizione                                                           | Reti                                                                   | Note                                                                   |
| ---------------------------------------------------------------------- | ---------------------------------------------------------------------- | ---------------------------------------------------------------------- | ---------------------------------------------------------------------- | ---------------------------------------------------------------------- | ---------------------------------------------------------------------- | ---------------------------------------------------------------------- | ---------------------------------------------------------------------- |
| 23-9-2022                                                              | Cornellà de Llobregat                                                  | Marocco                                                                | 2 – 0                                                                  | Cile                                                                   | Amichevole                                                             | -                                                                      | 67’                                                                    |
| 27-9-2022                                                              | Siviglia                                                               | Paraguay                                                               | 0 – 0                                                                  | Marocco                                                                | Amichevole                                                             | -                                                                      | 64’                                                                    |
| 6-12-2022                                                              | Al Rayyan                                                              | Marocco                                                                | 0 – 0 dts (3 – 0 dtr)                                                  | Spagna                                                                 | Mondiali 2022 - Ottavi di finale                                       | -                                                                      | 82’                                                                    |
| 10-12-2022                                                             | Doha                                                                   | Marocco                                                                | 1 – 0                                                                  | Portogallo                                                             | Mondiali 2022 - Quarti di finale                                       | -                                                                      | 65’ 90+1’, 90+3’                                                       |
| 25-3-2023                                                              | Tangeri                                                                | Marocco                                                                | 2 – 1                                                                  | Brasile                                                                | Amichevole                                                             | -                                                                      | 76’                                                                    |
| 17-6-2023                                                              | Durban                                                                 | Sudafrica                                                              | 2 – 1                                                                  | Marocco                                                                | Qual. Coppa d'Africa 2023                                              | -                                                                      | 70’                                                                    |
| Totale                                                                 |                                                                        | Presenze                                                               | 6                                                                      |                                                                        | Reti                                                                   | 0                                                                      |                                                                        |

## Palmarès

### Club
- Serie C: 1

Bari: 2021-2022 (girone C)

### Individuale
- Capocannoniere della Coppa Italia: 1

2022-2023 (5 gol)